# Мындру, Николай Георгиевич
Николай Георгиевич Мындру (1928—2002) — передовик советского сельского хозяйства, председатель колхоза «Прогресс», Герой Социалистического Труда (1966). Депутат Совета Союза Верховного Совета СССР 11-го созыва (1984—1989) от Одесской области.

## Биография
Родился 15 февраля 1928 года в селе Ташбунар румынского жудеца Измаил (ныне село Каменка Измаильского района Одесской области Украины) в бедняцкой семье. Рано осиротев, воспитывался у приёмных родителей. Работал в колхозе, учился в средней сельскохозяйственной школе, затем снова работал.
В 1953 году двадцатипятилетнего Николая Мындру избрали заместителем председателя колхоза, а в 1958 году он стал председателем. При нём колхоз получил звание миллионера, стал одним из лучших хозяйств в стране.
В 1976 году присвоено звание Героя Социалистического Труда.
В 1984 году избран депутатом Верховного Совета СССР.
В 1990-е годы принимал участие в создании частных сельхозкооперативов.
Умер в феврале 2002 года, за неделю до 74-летия. В родном селе установлен бюст.

## Награды
- Герой Социалистического Труда (23.7.1966)
- орден Ленина (23.7.1966)
- орден Октябрьской Революции (1977)
- орден Трудового Красного Знамени (1970)
- орден Дружбы народов (1980)

## Сочинения
- На основе содружества : [Развитие овцеводства в колхозе "Прогресс" Измаил. р-на Одес. обл.] / Н. Г. Мындру, А. И. Власов, 52,[2] с. 20 см, Киев, Урожай, 1988